# Bruneck
Bruneck (italsky Brunico, ladinsky Bornech) je město v Jižním Tyrolsku v Itálii, středisko regionu Pustertal. Leží na řece Rienz v nadmořské výšce okolo 850 m n. m. Založení města je datováno rokem 1256. Se svými 15 170 obyvateli (2009) je třetím největším městem Jižního Tyrolska (po Bolzanu a Brixenu). Zhruba 80 % obyvatel Brunecku hovoří německy, zhruba pětina italsky a 2 % ladinsky.

## Historie
Dominantou Brunecku je zámek, prvně písemně zmíněný roku 1276. Roku 2011 bylo v prostorách zámku otevřeno muzeum extrémního horolezce Reinholda Messnera. V 15. století působila v Brunecku škola malíře Michaela Pachera, významného mistra pozdní gotiky. Obyvatelem Brunecku byl také avantgardní spisovatel N. C. Kaser, na nějž upomínají citáty vyryté do kovových tyčí před radnicí. Na okraji Brunecku se nachází malebný lesní hřbitov z 1. světové války, na němž společně odpočívají vojáci všech národů a vyznání, zejména ti, kteří zemřeli v místních lazaretech. Mezi zdejší rodáky patří i biatlonistka Dorothea Wiererová.

## Infrastruktura
Od roku 1871 je Bruneck napojen na železnici; zdejší Pustertalbahn vede z Franzensfeste (It. Fortezza) přes Toblach do Innichenu. Trať plynule pokračuje přes hranice s Rakouskem do Sillianu, Lienzu a dále údolím řeky Drávy (něm. Drau) pod označením Drautalbahn.

## Politika

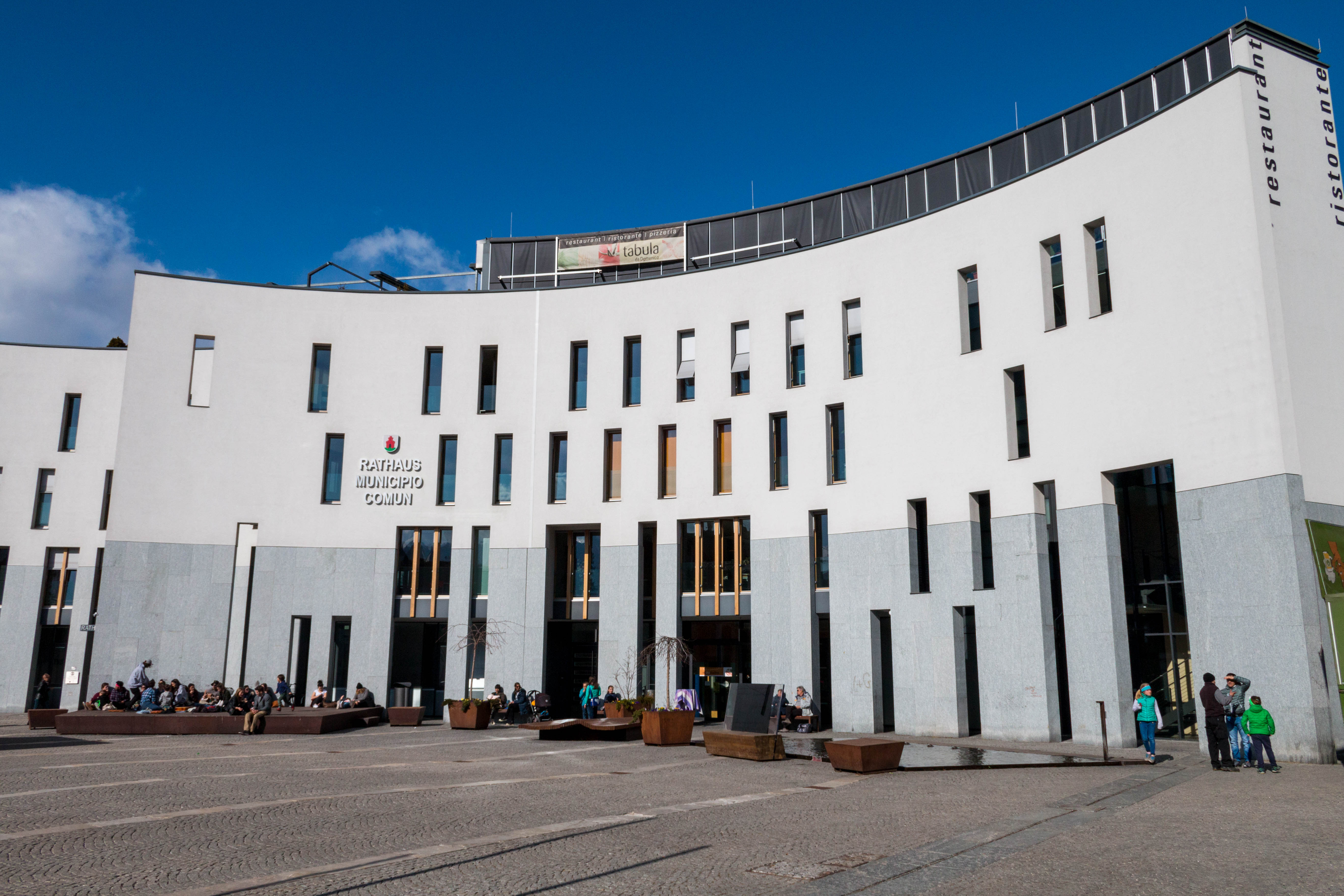
Radnice města Bruneck

### Starostové
Starostové od roku 1952:
- Hans Ghedina: 1952–1969
- Adolf Unterpertinger: 1969–1974
- Josef Gasteiger: 1974–1974
- Haymo von Grebmer: 1974–1990
- Günther Adang: 1990–2000
- Christian Tschurtschenthaler: 2000–2013
- Roland Griessmair: 2014–

## Osobnosti
- Jiří Potůček (1919–1942) – československý výsadkář, narozený v Brunecku
- Dorothea Wierer – italská biatlonistka
- Armin Helfer – lední hokejista